# كاتدرائية - جامع روستوف-نا-دونو
كاتدرائية - جامع روستوف-نا-دونو (بالروسية: Соборная мечеть Ростова-на-Дону) هو المسجد الوحيد الذي يوجد بمدينة روستوف-نا-دونو.
استغرق بناء المسجد من عام 1999 إلى عام 2003.
يصل ارتفاع مئذنة المسجد 27 مترا. في نهاية الأسبوع، يحتضن المسجد دروسا في اللغة العربية والقرآن الكريم والتاريخ الإسلامي. يمكن أن يصل عدد الحضور إلى 1500 شخص.

## رواق الصور

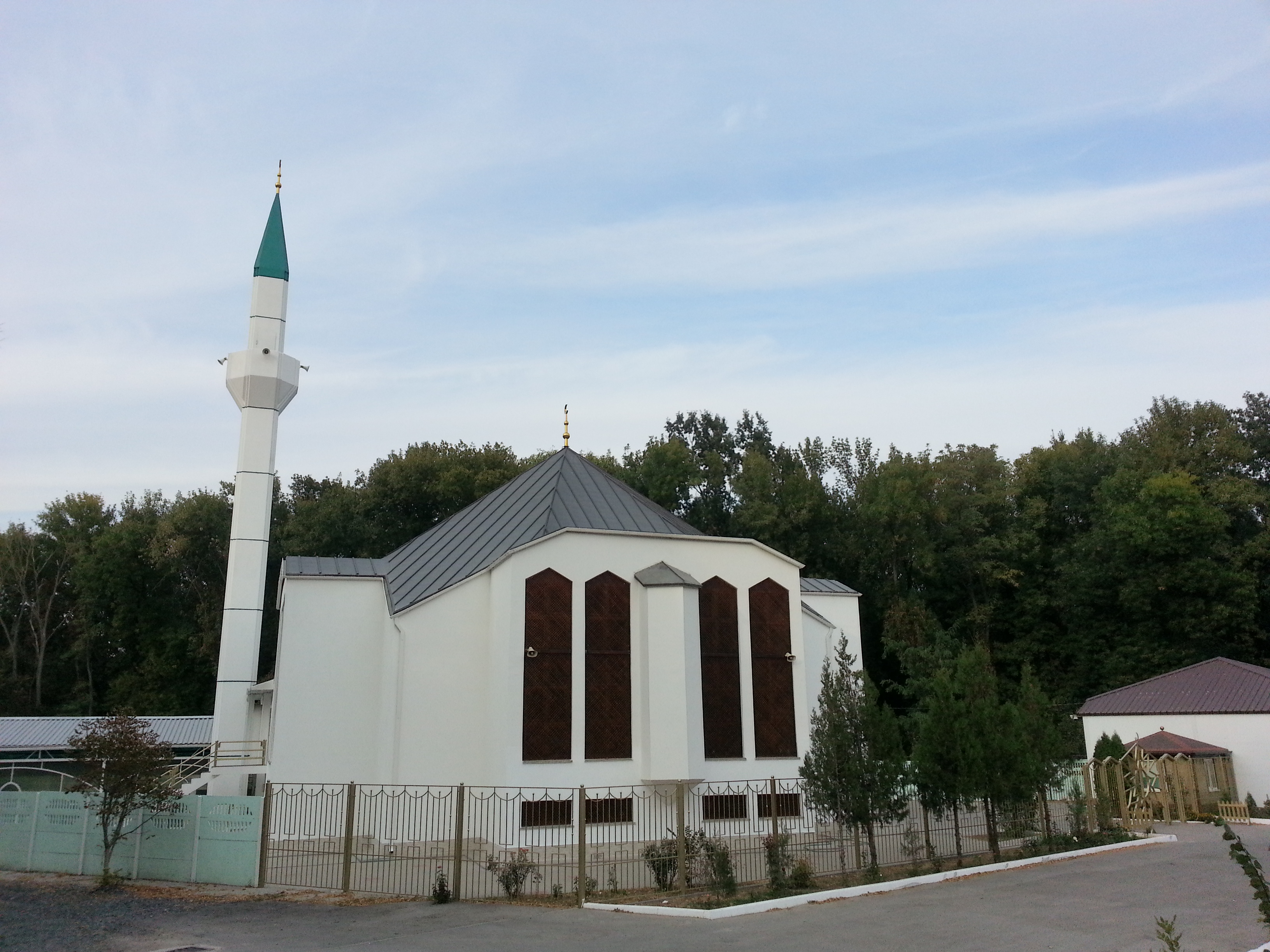
كاتدرائية - جامع روستوف-نا-دونو
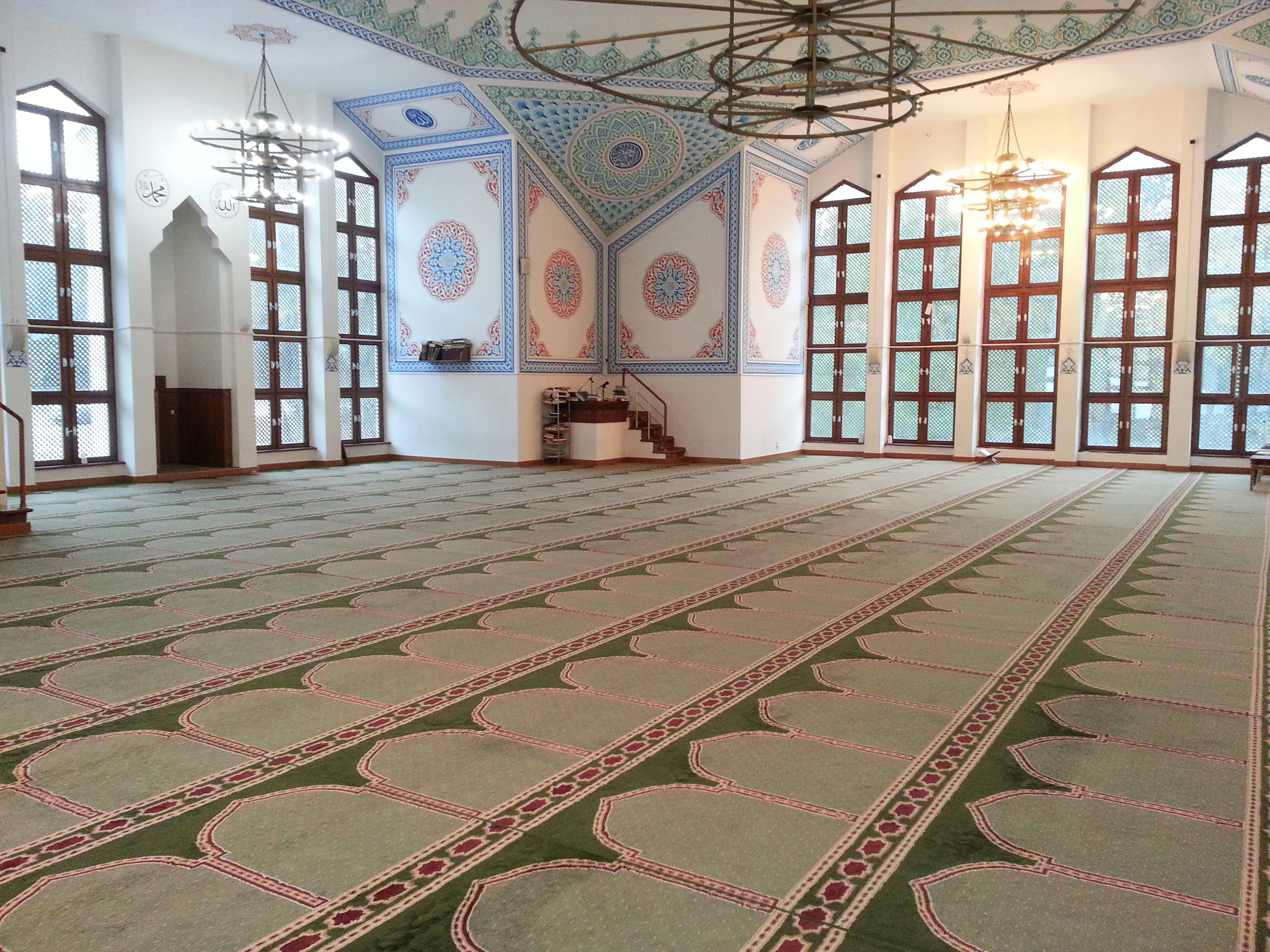
المكان المُخصّص للرجال
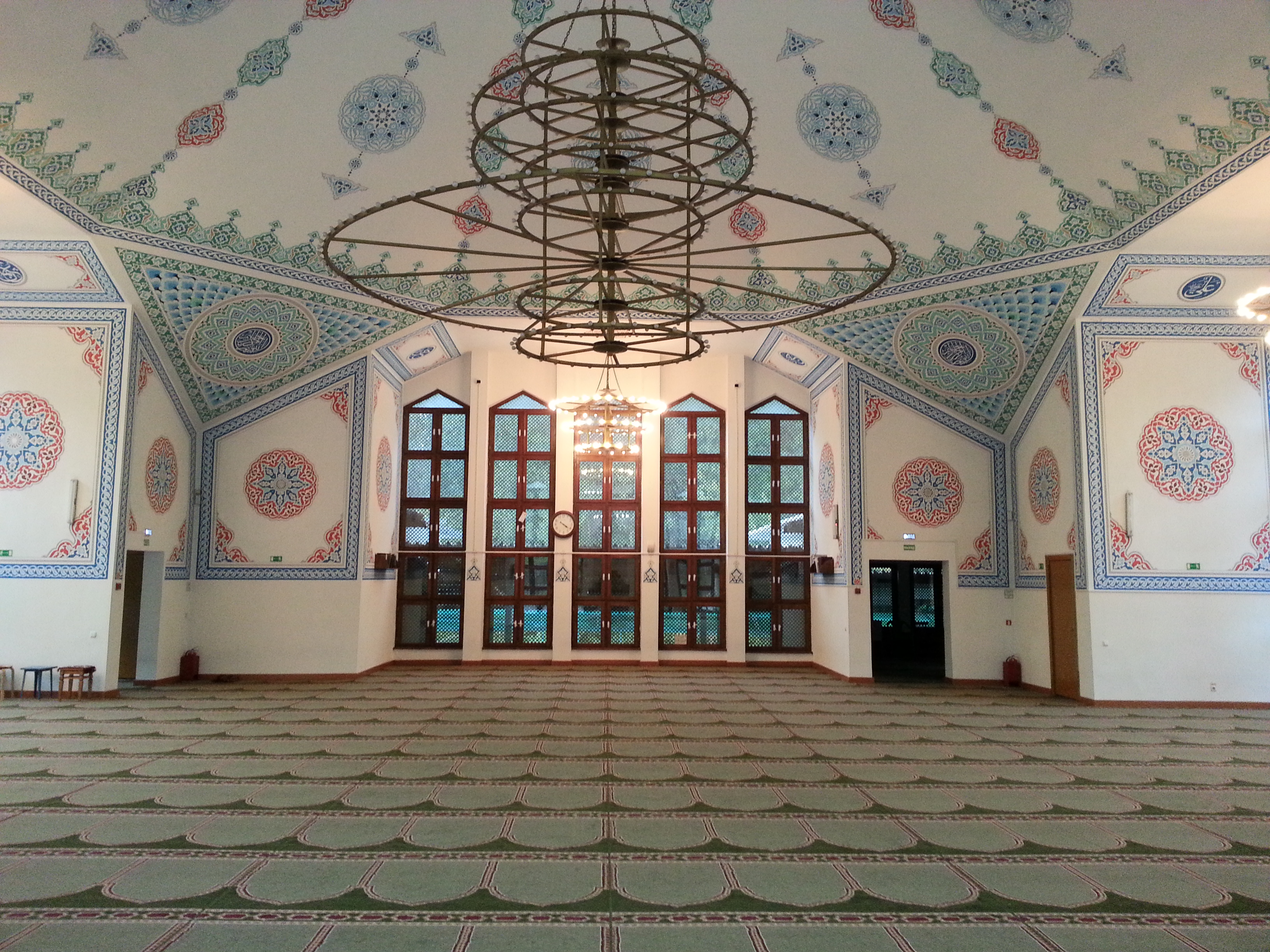
المكان المُخصّص للرجال